# Christina Wheeler
Christina Wheeler (Koroszteny, Szovjetunió, 1982. április 15. –) ausztrál teniszezőnő. 2000-ben kezdte profi pályafutását, eddigi karrierje során három egyéni és tíz páros ITF-tornát nyert meg. Legjobb egyéni világranglista-helyezése száznegyvenhetedik volt, ezt 2003 májusában érte el.

## Eredményei Grand Slam-tornákon

### Egyéniben
| Torna           | 2008   | 2004   | 2003   | 2002   | 2001   |
| --------------- | ------ | ------ | ------ | ------ | ------ |
| Australian Open | 1. kör | -      | -      | 1. kör | 1. kör |
| Roland Garros   | -      | 1. kör | 1. kör | 2. kör | -      |
| Wimbledon       | -      | 1. kör | -      | -      | -      |
| US Open         |        | -      | -      | -      | -      |

## Év végi világranglista-helyezései
| Év       | 1999 | 2000 | 2001 | 2002 | 2003 | 2004 | 2005 | 2006 | 2007 | 2008 |
| Helyezés | 530. | 333. | 159. | 172. | 169. | 302. | 324. | 358. | 226. | 258. |

## Külső hivatkozások
- Christina Wheeler profilja a WTA oldalán (angolul)
- Christina Wheeler profilja az ITF oldalán (angolul)
- Christina Wheeler profilja a Billie Jean King-kupa oldalán (angolul)